# Åke Temnerud

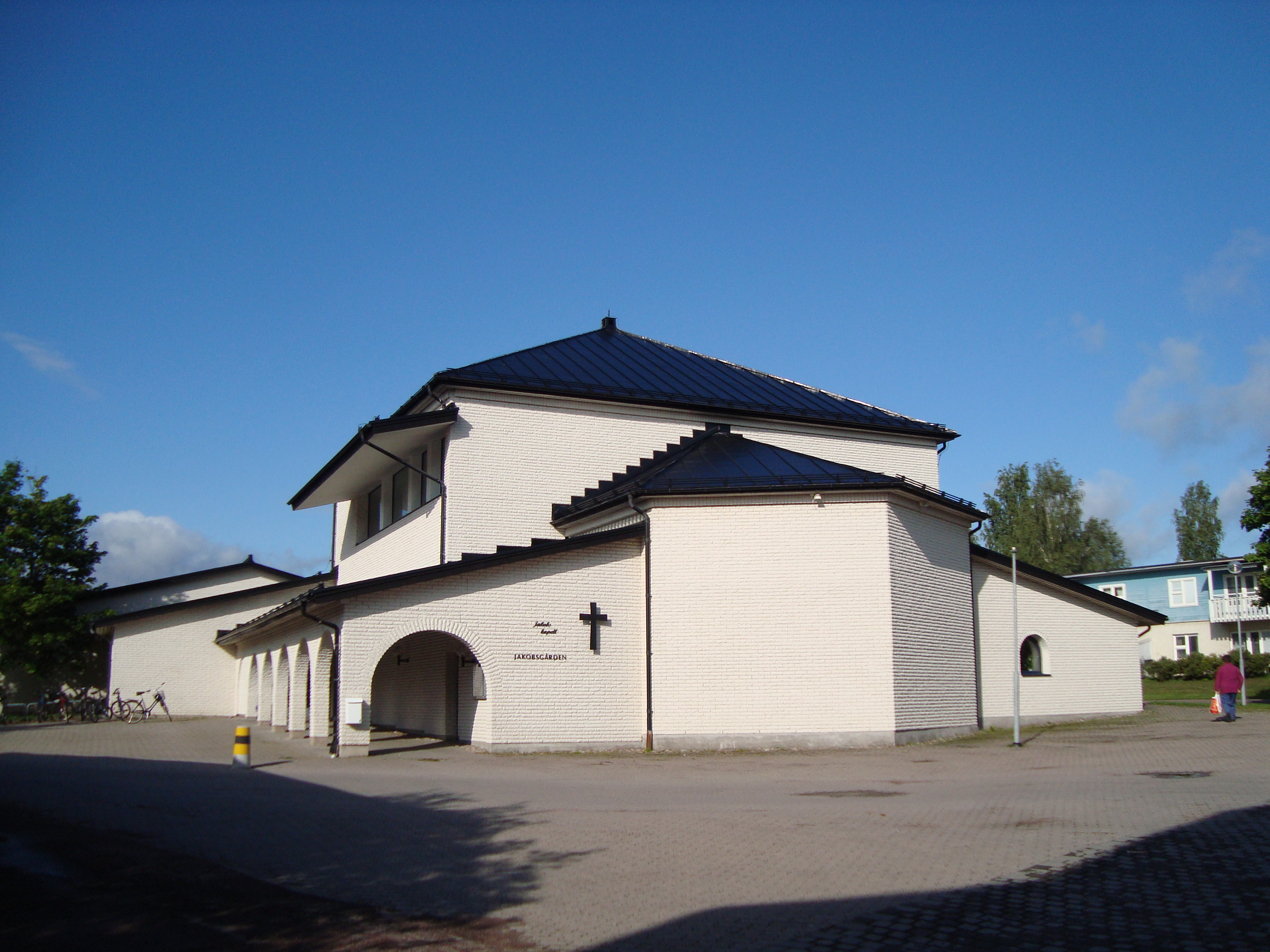
Jakobs kapell i Borlänge.

Sven Åke Temnerud, född 18 april 1929 i Uppsala, död 30 juli 2024 i Borlänge, var en svensk arkitekt.
Temnerud, som var son till folkskolläraren Sven Temnerud och Ruth Hellenius, utexaminerades från högre tekniska läroverket i Gävle 1950 samt avlade reservofficersexamen i ingenjörstrupperna 1952 och arkitektexamen vid Chalmers tekniska högskola 1958. Han blev konstruktör hos Westerdahls ingenjörsbyrå i Göteborg 1954, blev arkitekt hos Jan Wallinder i Göteborg 1957, på Jan Thurfjell Arkitektkontor AB i Luleå 1959 och filialchef vid Bengt Ahlqvist arkitektkontor i Borlänge 1961. Han startade även egen arkitektverksamhet i Domnarvet 1963. Han har varit lärare vid tekniska gymnasiet i Borlänge och löjtnant i ingenjörstruppernas reserv.
Mest känt av hans verk är Borlänge Bibliotek vid Sveatorget som också omfattar ombyggnad av Konsums varuhus från 1930, Scandic Hotel vid Stationsgatan, Turistbyrån vid Stationsgatan, samt flera kyrkor, ombyggnad av Hagakyrkan, tillbyggnad av Kvarnsvedens kapell samt nybyggnad av Jakobsgårdarnas kapell.
Temnerud var från 1952 gift med Anne-Marie Bengtsson (1928–2017).